# Regra do Mestre
A Regra do Mestre, em latim: Regula Magistri, sigla: (RM), também conhecida como Regula Sanctorum Patrum é uma regra monástica de autor e título desconhecidos, com origem provável em torno do ano de 530 d.C., provavelmente do ambiente monástico da Gália meridional, foi recolhida, entre outras regras, por Bento de Aniane em seu Codex Regularum, destacando-se por ser a mais extensa. Seu nome "Regra do Mestre" provém do fato de que cada capítulo se inicia pela expressão Interrogatio discipulorum, cuja resposta se inicia pela expressão Respondit Dominus per magistrum. Além de sua importância para a história da vida monástica, ela também se destaca pelas semelhanças que possui com a Regra de São Bento, o que ocasionou uma discussão a fim de estabelecer se a Regra do Mestre seria uma fonte ou uma cópia ampliada da regra beneditina. A discussão tomou forma de polêmica, pois a hipótese vigente até ao século XX era de que a Regra de São Bento seria original e a Regra do Mestre uma cópia aumentada.

## A questão da anterioridade da Regula Magistri
O estudo crítico das regras monásticas apontou, por muito tempo, a Regra de São Bento como um texto original e a Regra do Mestre como um texto derivado e cheio de acréscimos à forma pura da regra beneditina. O critério para se estabelecer essa hipótese é bastante simples: se temos dois textos antigos parecidos, o mais longo é provavelmente um comentário ou uma cópia com acréscimos do texto original. A Regra de São Bento é mais concisa do que a Regra do Mestre, portanto, não havia motivo para duvidar que a Regra de São Bento fosse a fonte da Regra do Mestre. Contudo, ao preparar uma edição crítica da regra beneditina, o monge Augustine Genestout resolveu fazer uma comparação detalhada entre as duas regras, levantando a surpreendente hipótese de que a Regra do Mestre seria original, tendo Bento de Núrsia se apoiado nela para escrever sua regra, mais concisa.. A hipótese foi apresentada organizadamente por Adalbert de Vogué., enfrentando oposição de outros estudiosos. Após anos de polêmica, há uma tendência de consenso de que a Regra do Mestre é anterior à Regra de São Bento e considera-se que ele a tenha consultado, transcrito e modificado, aprimorando, entre outros aspetos, a organização da recitação dos salmos, que na Regra do Mestre é apenas contínua, na Regra de São Bento, é em parte seleta e em parte contínua. Não se descarta, também, a hipótese de que se tratem de dois momentos de um mesmo texto de São Bento